# Conjunto infinito-Dedekind
En matemáticas, un conjunto A es infinito-Dedekind (llamado así por el matemático alemán Richard Dedekind) si algún subconjunto propio B de A es equipotente a A. Explícitamente, esto significa que existe una función biyectiva de A en algún subconjunto propio B de A. Un conjunto es finito-Dedekind si no es Dedekind-infinito. Propuesta por Dedekind en 1888, la infinitud-Dedekind fue la primera definición de "infinito" que no se apoyaba en la definición de números naturales.
Hasta que la crisis fundacional de las matemáticas mostró la necesidad de un tratamiento más cuidadoso de la teoría de conjuntos, muchos matemáticos asumían que un conjunto es infinito si y solo si es infinito-Dedekind. A principios del siglo veinte, la teoría de conjuntos de Zermelo-Fraenkel, hoy en día la forma más comúnmente utilizada de teoría axiomática de conjuntos, se propuso como un sistema axiomático para formular una teoría de conjuntos libre de paradojas como la paradoja de Russell. Usando la teoría de conjuntos de Zermelo-Fraenkel con el originalmente muy controvertido axioma de elección incluido, se puede probar que un conjunto es finito-Dedekind si y solo si es finito en el sentido de tener un número finito de elementos. Sin embargo, existe un modelo de teoría de conjuntos de Zermelo-Fraenkel sin axioma de elección en el que existe un conjunto infinito y finito-Dedekind, mostrando que los axiomas de este último no son lo bastante fuertes para probar que todo conjunto que es finito-Dedekind tiene un número finito de elementos. Existen definiciones de finitud e infinitud de conjuntos más allá de la dada por Dedekind que no dependen del axioma de elección..
Una noción vagamente relacionada es la de anillo finito-Dedekind. Se dice que un anillo es un anillo finito-Dedekind si ab = 1 implica ba = 1 para cualesquiera dos elementos del anillo a y b. Estos anillos también se conocen como anillos directamente finitos.

## Comparación con la definición usual de conjunto infinito
Esta definición de conjunto infinito se puede comparar con la definición ordinaria: un conjunto A es infinito cuando no tiene una biyección con un ordinal finito, es decir, un conjunto de la forma  {0, 1, 2, ..., n−1}Plantilla:Null para algún número natural n – un conjunto infinito es aquel que es literalmente no finito, en el sentido de biyección.
Durante la segunda mitad del siglo XIX, muchos matemáticos simplemente asumían que un conjunto es infinito si y solo si es Dedekind-infinito. Sin embargo, esta equivalencia no se puede probar con los axiomas de la teoría de conjuntos de Zermelo-Fraenkel sin el axioma de elección. No se necesita toda la fuerza de la implicación del axioma de elección para probar la equivalencia; de hecho, la equivalencia entre las dos definiciones es estrictamente más débil que el axioma de elección numerable.

## Conjuntos infinito-Dedekind en ZF
Las siguientes condiciones son equivalentes en la teoría de Zermelo-Fraenkel. En particular, nótese que estas condicione se pueden probar equivalentes sin usar el axioma de elección.
- A es infinito-Dedekind.
- Existe una función f : A → A que es inyectiva pero no suprayectiva.
- Existe una función inyectiva f : N → A, donde N denota el conjunto de los números naturales.
- A tiene un subconjunto infinito numerable.

Todo conjunto infinito-Dedekind A también satisface la siguiente condición:
- Existe una función f : A → A que es suprayectiva pero no inyectiva.

Que en ocasiones se enuncia como "A es dualmente infinito-Dedekind". No se puede probar (en ZF sin axioma de elección) que la infinitud-Dedekind dual implique que A sea infinito-Dedekind. (Por ejemplo, si B es un conjunto infinito pero Dedekind-finito, y A es el conjunto de las sucesiones inyectivas de B, entonces "quitar el último elemento" es una función suprayectiva pero no inyectiva de A en A, aunque A es finito-Dedekind.)
Se puede probar en ZF que todo conjunto dualmente infinito-Dedekind satisface las siguientes condiciones equivalentes:
- Existe una aplicación suprayectiva de A en un conjunto infinito numerable.
- El conjunto potencia de A es infinito-Dedekind.

(Los conjuntos que satisfacen estas propiedades se denominan a veces débilmente infinitos-Dedekind.)
Se puede probar en ZF que los conjuntos débilmente infinitos-Dedekind son infinitos.
También en ZF se puede probar que todo conjunto infinito bien ordenado es infinito-Dedekind.

## Historia
El término lleva el nombre del matemático alemán Richard Dedekind, que fue el primero en introducir explícitamente la definición. Es notorio que esta definición fue la primera definición de infinito que no se apoyaba en la definición de números naturales (excepto si se considera a Poincaré y su noción de número como previa a la misma noción de conjunto). Aunque la definición ya era conocida por Bernard Bolzano, no se le permitió publicar su trabajo en apenas ninguna revista debido a su exilio político de la Universidad de Praga en 1819. Además, la definición de Bolzano era más bien una relación que se mantenía entre dos conjuntos infinitos, en lugar de una definición de infinito per se.
Durante mucho tiempo, muchos matemáticos ni siquiera se plantearon que pudiera haber una distinción entre las nociones de conjunto infinito y conjunto infinito-Dedekind. De hecho, no se encontró la distinción hasta que Ernst Zermelo formuló el axioma de elección explícitamente. La existencia de conjuntos infinitos e infinitos-Dedekind la estudiaron Bertrand Russell y Alfred North Whitehead en 1912; estos conjuntos se llamaron inicialmente cardinales medios o cardinales de Dedekind.
Con la aceptación general del axioma de elección en la comunidad matemática, estos problema relacionados con conjuntos infinitos e infinitos-Dedekind se volvieron menos importantes para la mayoría de matemáticos. Sin embargo, el estudio de los conjuntos infinitos-Dedekind jugó un papel importante en el intento de clarificar la frontera entre lo finito y lo infinito, y también un papel importante en la historia del axioma de elección.

## Relación con el axioma de elección
Dado que todo conjunto infinito bien ordenado es infinito-Dedekind, y dado que el axioma de elección es equivalente al teorema del buen orden, que todo conjunto puede ser bien ordenado, claramente el axioma de elección general implica que todo conjunto infinito es infinito-Dedekind. Sin embargo, la equivalencia de ambas definiciones es mucho más débil que el axioma de elección.
En particular, existe un modelo de ZF en el que existe un conjunto infinito sin conjuntos numerables. Así, en este modelo existe un conjunto infinito y finito-Dedekind. Por ello, un conjunto de este tipo no puede estar bien ordenado en este modelo.
Si asumimos el axioma de elección numerable, se sigue que todo conjunto infinito es infinito-Dedekind. Sin embargo, la equivalencia de estas dos definiciones es incluso más débil que este axioma. Explícitamente, existe un modelo de ZF en el que todo conjunto infinito es infinito-Dedekind aunque el axioma de elección numerable falla.

## Prueba de equivalencia a infinitud, asumiendo axioma de elección numerable
Que todo conjunto infinito-Dedekind es infinito se puede probar fácilmente en ZF: todo conjunto finito tiene por definición una biyección con algún ordinal finito n, y se puede probar por inducción sobre n que este no es infinito-Dedekind.
Usando el axioma de elección numerable, se puede probar la implicación análoga, esto es, que todo conjunto infinito X es infinito-Dedekind, como sigue:
Primero, definamos una función sobre los números naturales (esto es, sobre los ordinales finitos) f : N → Power(Power(X)), de forma que para todo número natural n, f(n) es el conjunto de subconjuntos finitos de X de tamaño n (esto es, que tienen una biyección con el ordinal finito n). f(n) no puede ser vacío, ya que entonces X sería finito (como se puede probar por inducción sobre n).
La imagen de f es el conjunto numerable {f(n)|n ∈ N}, cuyos elementos son conjuntos infinitos (y posiblemente no numerables). Usando el axioma de elección numerable se puede elegir un elemento de cada uno de estos conjuntos, y este elemento será un subconjunto finito de X. De forma más precisa, de acuerdo al axioma de elección numerable, existe un conjunto numerable, G = {g(n)|n ∈ N}, de forma que para todo número natural n, g(n) es un elemento de f(n) y es por tanto un subconjunto finito de X de tamaño n.
Ahora, definamos U como la unión de los elementos de G. U es un subconjunto infinito numerable de X, y se puede definir fácilmente una biyección desde los números naturales U, h : N → U. Se puede ahora definir una biyección B : X → X ∖ h(0) que lleva a todo elemento que no esté en U en sí mismo, y lleva h(n) para todo número natural en h(n + 1). Así, X es infinito-Dedekind, y queda demostrado.

## Generalizaciones
Expresado en términos de teoría de categorías, un conjunto A es finito-Dedekind si en la categoría de conjuntos, todo monomorfismo f : A → A es un isomorfismo. Un anillo regular de von Neumann R tiene la propiedad análoga en la categoría de R-módulos (a izquierda o derecha) si y solo si en R, xy = 1 implica yx = 1. De forma más general, un anillo finito-Dedekind es un anillo que satisface esta condición. Un anillo puede ser finito-Dedekind incluso si su conjunto subyacente es infinito-Dedekind, como los enteros.